# Prosper Levot
Prosper Jean Levot, né le 14 décembre 1801 à Brest où il est mort le 3 février 1878, est un bibliothécaire et historien français, auteur de nombreux ouvrages sur l’histoire de Brest, de la Bretagne et de la Marine.

## Biographie
Modeste et laborieux comme un bénédictin, écrivain et travailleur infatigable, Levot a passé sa vie dans des recherches historiques et archéologiques de tous genres. Après quelques années comme professeur particulier à Brest, il a été appelé, le 8 septembre 1831, au poste de conservateur de la bibliothèque du port qu’il a occupé jusqu’à sa mort. Il a été appelé, en cette qualité, à Paris pour dresser le catalogue des bibliothèques du département de la marine et des colonies, et il l’a publié sous une forme synoptique le rendant commun à onze bibliothèques différentes.
Membre de diverses sociétés savantes, fondateur de la Société académique de Brest, qu’il présidait, il était également membre du Bureau d’administration du Lycée de Brest à partir de 1848, examinateur à l’École navale[réf. souhaitée].
En 1864, l’Académie des inscriptions et belles-lettres l’a récompensé d’une mention honorable pour une histoire de sa ville natale. Il était également correspondant du Ministère de l’instruction publique pour les travaux historiques. Il a été décoré de la Légion d’honneur le 12 juin 1856.
Outre des articles dans divers journaux et recueils, Levot a également édité les Batailles navales de la France d’Onésime Troude (1867-1868, 4 vol. in-8°)[réf. souhaitée].

## Sépulture
Il est enterré au cimetière Saint-Martin à Brest, au côté de son épouse Emma Renée née Aubrée. En 2016, sa tombe a été restaurée par la ville de Brest à l'invitation d'un historien, Gérard Cissé, après qu'il eut référencé les personnalités enterrées dans le cimetière dans un inventaire réalisé sur « plusieurs années ».

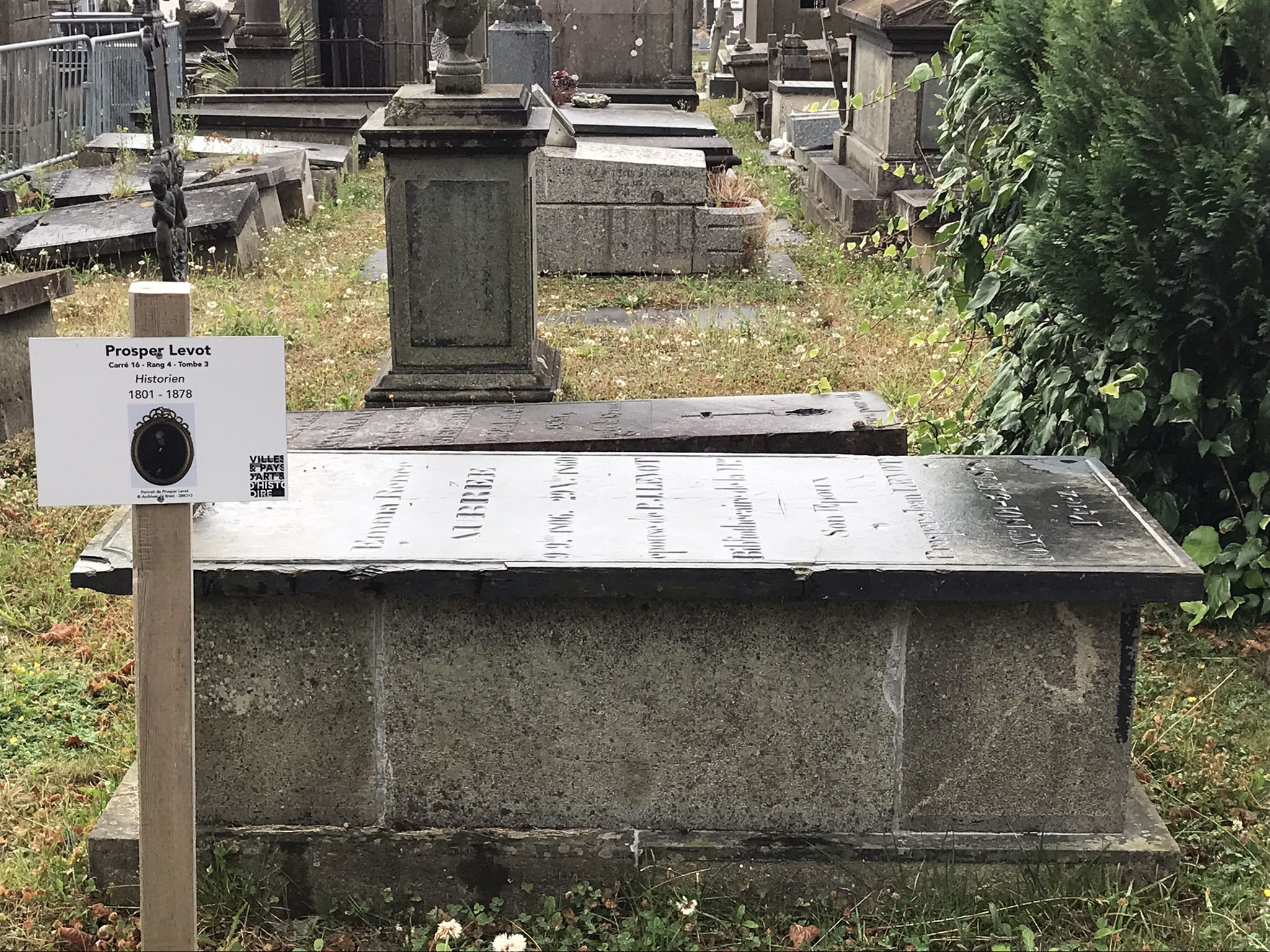
Tombe de Prosper Levot, Brest
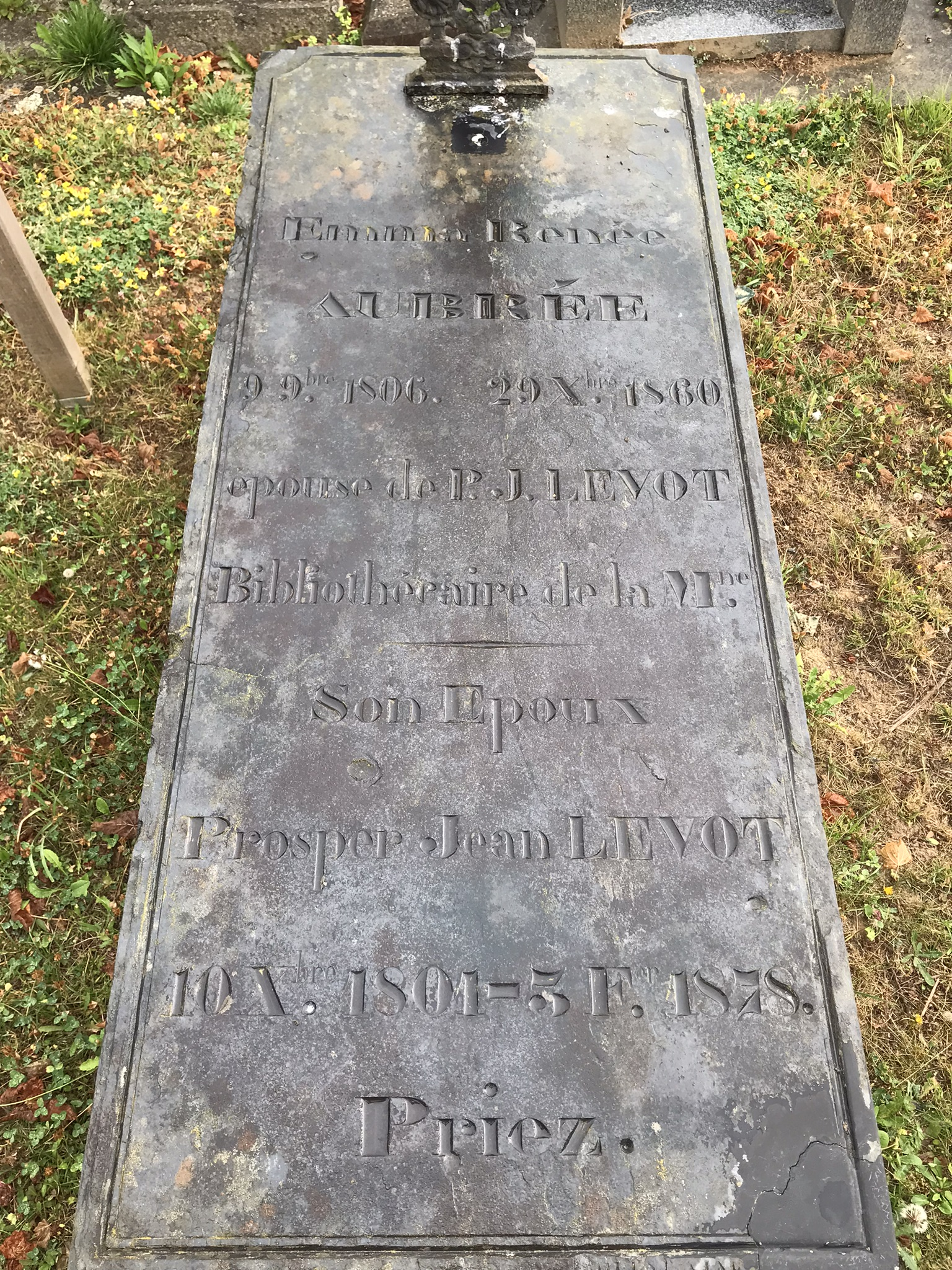
Pierre tombale de Prosper Levot et de son épouse Emma Renée née Aubrée, Brest

## Distinctions
- Chevalier de la Légion d'honneur (1856).

## Publications
- Catalogue général des bibliothèques du département de la marine et des colonies, Imprimerie royale, 5 vol. in-8° et in-f°.
- Essais de biographies maritimes, Brest, 1847, in-8°
- Histoire de la ville et du port de Brest, Brest et Paris, 1864-1866, t. I-III, in-8°. Honorablement mentionné par l’Académie des inscriptions et belles-lettres.
- Histoire de la ville et du port de Brest : La ville et le port jusqu’en 1681, vol. 1, Brest, 1864, 387 p. (lire en ligne).
- Histoire de la ville et du port de Brest : le port depuis 1681, vol. 2, t. 2, Brest, 1865, 387 p. (lire en ligne).
- Histoire de la ville et du port de Brest pendant la Terreur, Brest, 1870, 431 p. (lire en ligne).
- Histoire de la ville et du port de Brest sous le Directoire et le Consulat, Brest, 1875, 448 p. (lire en ligne).
- Prosper Levot et autres (dir.), Biographie bretonne, recueil des notices sur tous les Bretons qui se sont fait un nom, t. 1 A-J, Vannes, Cauderan et Dumoulin, 1852, 975 p. [détail de l’édition] (lire en ligne)Ouvrage contenant plus de neuf cents notices, couronné par la Société académique de Nantes.
- Prosper Levot et autres (dir.), Biographie bretonne, recueil des notices sur tous les Bretons qui se sont fait un nom, t. 2, K-Z, Paris, Cauderan, Vannes et Dumoulin, 1857, 983 p. [détail de l’édition] (lire en ligne).
- Prosper Levot et Alfred Doneaud, Les Gloires maritimes de la France, notices biographiques sur les plus célèbres marins, découvreurs, astronomes, ingénieurs, hydrographes, médecins, administrateurs, etc., Paris, Arthus Bertrand, 1866, 559 p. (lire en ligne).
- Récits de naufrages, incendies, tempêtes et autres événements de mer, Paris, Éd. Challamel aîné, coll. « Bibliothèque et questions coloniales et maritimes », 1867, II-282 p., in-18 (lire en ligne), réimprimé sous le titre La Méduse et autres naufrages, Paris, Éd. R. Castells, 1998, 251 p., in-8° (ISBN 2-912587-06-9).
- Participation du port de Brest à la guerre de 1870-1871, 1872.
- Participation du 2e arrondissement maritime à la guerre de 1870-1871, 1874
- Les Écoles d’hydrographie de la marine au XVIIe siècle, 1875.
- L’Abbaye de Saint-Matthieu de Fine-Terre, 1884.Cette édition est posthume.
- Guillaume Lejean : sa vie, ses voyages, ses travaux, Brest, J.-B. et A. Lefournier, 1883 (lire en ligne)Biographie du géographe et explorateur plouégatais Guillaume Lejean.